# Marine Boyerová
Marine Clemence Boyerová (* 22. května 2000 Saint-Benoît) je francouzská sportovní gymnastka. Pochází z ostrova Réunion a působí v klubu Meaux Gymnastique. Je vysoká 162 cm a váží 52 kg.
Od roku 2014 se připravuje v pařížském tréninkovém centru INSEP. V roce 2015 získala na Evropském olympijském festivalu mládeže v Tbilisi zlatou medaili v přeskoku.
Na Mistrovství Evropy ve sportovní gymnastice žen 2016 skončila druhá na kladině a třetí v týmové soutěži. Vyhrála závod Světového poháru ve Varně na kladině, stala se mistryní Francie ve víceboji a na LOH 2016 skončila ve finále na kladině na čtvrtém místě.
Na Středomořských hrách v roce 2018 zvítězila na kladině a s francouzským družstvem skončila na druhém místě. Mistrovství Evropy ve sportovní gymnastice žen 2018 jí přineslo stříbrnou medaili ze soutěže týmů a bronz ze cvičení na kladině. Na mistrovství světa ve sportovní gymnastice byla v roce 2018 členkou družstva, které skončilo na páté příčce, tento výsledek zopakovala i na MS 2019. Druhou olympijskou účast si připsala na LOH 2020 v Tokiu a postoupila s týmem do finále, kde Francouzky obsadily šesté místo.